# Swjatoslaw II.

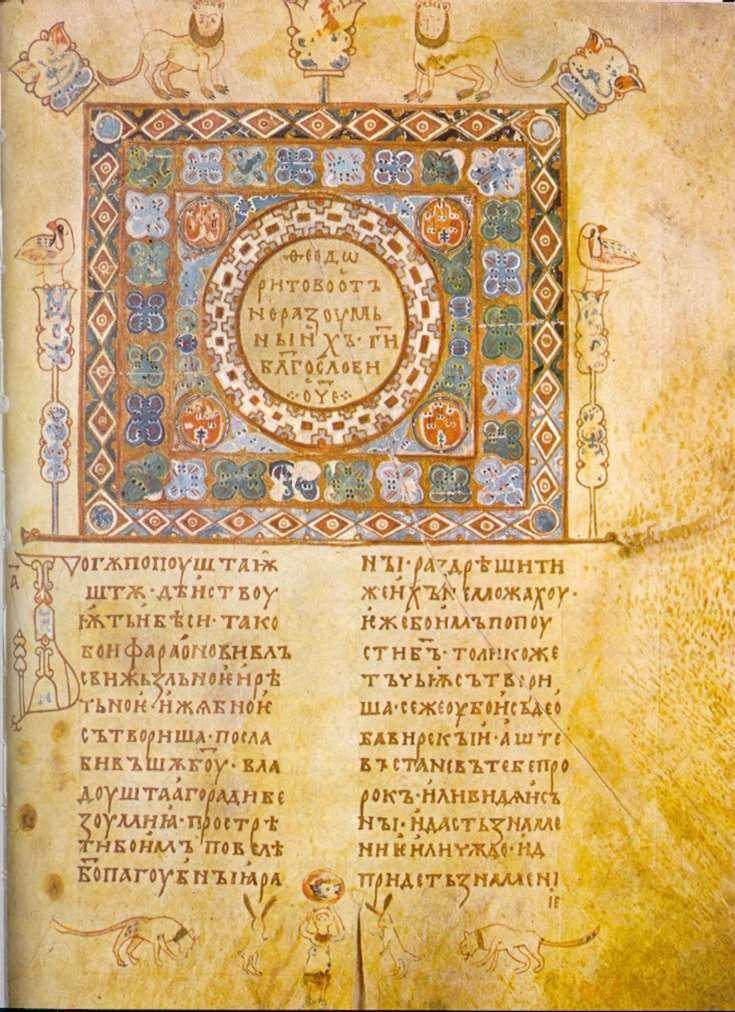
Seite aus dem Isbornik Swjatoslawa von 1073

Swjatoslaw II. Jaroslawitsch (altostslawisch Свѧтославь Ꙗрославичь; * 1027; † 27. Dezember 1076 in Kiew) aus dem Geschlecht der Rurikiden war 1073 bis 1076 Großfürst der Kiewer Rus. Er war der drittälteste Sohn Jaroslaws des Weisen aus dessen Ehe mit Ingegerd von Schweden und der Begründer der Tschernigower Linie der Rurikiden.
Zunächst Fürst von Wolhynien, erhielt Swjatoslaw nach dem Tod des ältesten Bruders Wladimir 1052 und Jaroslaws des Weisen 1054 als zweitältester der fünf noch lebenden Söhne das Fürstentum Tschernigow nahe Kiew. Gemeinsam mit dem älteren Isjaslaw, dem neuen Großfürsten, und dem nächstjüngeren Wsewolod, Fürst von Perejaslaw, scheint er ein zunächst einvernehmliches Triumvirat gebildet zu haben. 1067 besiegten sie gemeinsam Wseslaw von Polozk und nahmen ihn gefangen. Im folgenden Jahr verloren sie jedoch eine Schlacht gegen die einfallenden Polowzer am Fluss Alta und in dem anschließenden Aufruhr in Kiew wurde Wseslaw befreit und vom Volk zum neuen Großfürsten ausgerufen. Obwohl die Brüder ihn anschließend wieder vertreiben konnten, scheint ihre Einigkeit danach zerstört gewesen zu sein. Im Frühjahr 1073 stürzte Swjatoslaw mit Wsewolods Hilfe Isjaslaw und trat dessen Nachfolge als Großfürst an.
Kurz bevor Isjaslaw mit polnischer Unterstützung zu einem Feldzug aufbrach, um Kiew zurückzuerobern, starb Swjatoslaw allerdings im Dezember 1076. Der kurzfristig als Nachfolger eingesetzte Wsewolod zog dem älteren Bruder entgegen und gab ihm ohne Kampfhandlungen die Herrschaft zurück.
Swjatoslaw gab in seiner Regierungszeit zwei Handschriften in Auftrag, die Isbornik Swjatoslawa von 1073 und 1076, wobei es sich um ergänzte und illuminierte Abschriften älterer Manuskriptsammlungen handelt. Er wurde in der Verklärungskathedrale in Tschernigow bestattet.

## Ehe und Nachkommen
Swjatoslaw war zweimal verheiratet: zuerst mit einer „Kilikia“ oder „Cecilia“ unbekannter Herkunft und um 1070 mit einer Oda von Babenberg, vermutlich der Tochter von Leopold I., Markgraf der Ungarnmark.
Unter seinen Nachkommen aus erster Ehe waren:
- Wjatschesława († nach 1089), heiratete Bolesław II. von Polen
- Gleb († 1079), Fürst von Nowgorod 1068–1073 und 1077–1078
- Roman († 1079), Fürst von Murom, Fürst von Tmutarakan 1069–1079
- Oleg († 1115), Fürst von Wolynsk 1076, Fürst von Tschernigow 1076–1078, Fürst von Tmutarakan 1083–1094 und 1113–1115, Fürst von Murom 1096–1097
- David († 1123), Fürst von Nowgorod, Fürst von Smolensk ?–1097, Fürst von Tschernigow 1098–1123

Aus der zweiten Ehe stammt vermutlich:
- Jaroslaw († 1130), Fürst von Murom 1097–1129, Fürst von Rjasan 1097–1123 und 1127–1130, Fürst von Tschernigow 1123–1127